# Asociația de Fotbal din Grenada
Asociația de fotbal din Grenada este forul ce guvernează fotbalul în Grenada. Se ocupă de organizarea echipei naționale și a altor competiții fotbalistice din stat.